# Ψ̌
Cette page contient des caractères spéciaux ou non latins. S’ils s’affichent mal (▯, ?, etc.), consultez la page d’aide Unicode.
Le psi caron, ψ̌, est une lettre grecque additionnelle utilisée dans l’écriture du grec pontique.

## Utilisation
Le psi caron est utilisé en grec pontique par exemple dans ψ̌η, « âme ».